# Веригин, Валерий Борисович
Валерий Борисович Веригин (7 июня 1941, Карымское, Читинская область — 1995, Киев) — советский футболист, полузащитник, нападающий.
В 1959—1960 годах играл за дубль «Динамо» Киев. В 1961—1965 годах в чемпионате сыграл 49 матчей, забил семь голов. Вторую половину сезона-65 провёл в «Шахтёре» Донецк — пять игр, один гол в чемпионате. В 1966 году в командах мастеров не играл. 1967 год провёл в «Шахтёре» Горловка. 1968 год начал в донецком «Шахтёре» — три матча в чемпионате, затем перешёл в киевский СКА, где завершил карьеру в 1970 году.
Чемпион СССР 1961 года — получил золотую медаль, хотя сыграл только три матча. В победном для «Динамо» Кубке СССР 1964 года играл в первом полуфинальном матче.
Скончался в 1995 году.